# Mycetophila lateralis
Mycetophila lateralis är en tvåvingeart som först beskrevs av Santos Abreu 1920.  Mycetophila lateralis ingår i släktet Mycetophila och familjen svampmyggor.
Artens utbredningsområde är Kanarieöarna. Inga underarter finns listade i Catalogue of Life.